# Haloto

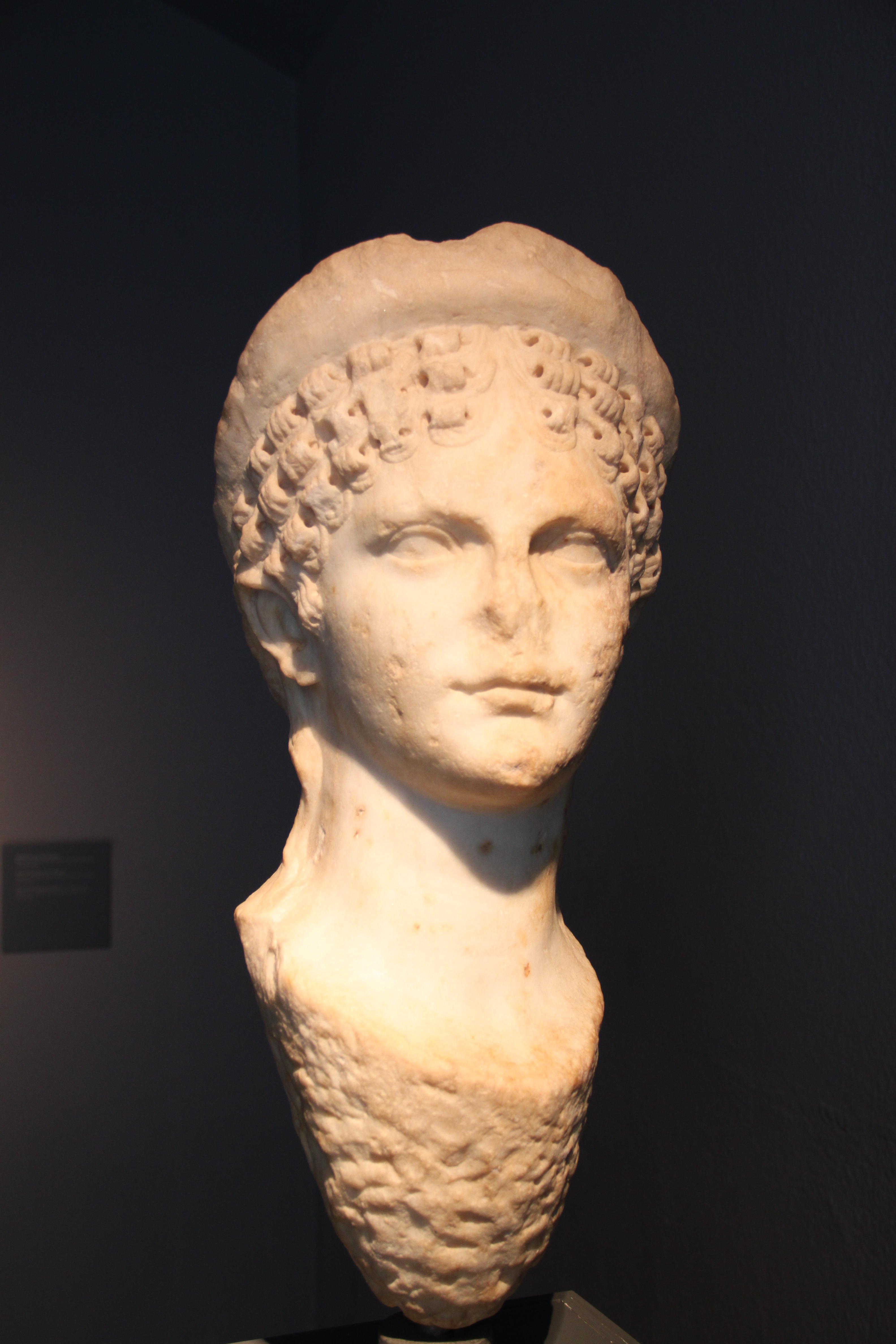
Busto de Agripina

Haloto foi um eunuco, servo do imperador romano Cláudio, quarto membro da dinastia júlio-claudiana. Ele serviu a Cláudio provando a comida e como mordomo e, por causa de sua ocupação, que permitia contanto próximo com o imperador o tempo todo, foi um dos suspeitos do assassinato deste por envenenamento, em 54 d.C.
Haloto foi considerado como o mais provável assassino, embora especulações dos historiadores da antiguidade sugerem que ele agiu sob ordens de Agripina, a esposa de Cláudio.
O envenenamento pode ter sido causado por cogumelos da região do Mediterrâneo, do gênero Amanita. Haloto manteve seu emprego mesmo após a morte de Cláudio, durante o império de Nero. Por este motivo, alguns afirmavam que ele não era o assassino nem o cúmplice.